# Фруктоїд оливковий
Фруктоїд оливковий (Melanocharis arfakiana) — вид горобцеподібних птахів родини фруктоїдові (Melanocharitidae).

## Поширення
Ендемік Нової Гвінеї. Вид відомий з двох музейних зразків та декількох сучасних спостережень. Музейні зразки зібрані у 1867 році в горах Арфак і в 1933 році у верхів'ї річки Ангабунга. У 1994 році два екземпляри спіймали в Зоряних горах на межі Індонезії та Папуа. Згодом птаха спостерігали на півночі півострова Гуон. Ймовірно, птах має ширший ареал, але його важко спостерігати через прихований спосіб життя.

## Опис
Дрібний птах завдовжки 11,5 см та вагою 11 г. Тіло з міцною тулубом, подовженою головою, тонким дзьобом середнього розміру, міцними ногами та хвостом середнього розміру.
Спина, крила, хвіст буро-оливкового забарвлення. Голова сіро-зелена. Горло, груди і черево світло-сірого кольору. ід крилами та на стегнах є ділянки жовтого кольору. Дзьоб сіро-рожевого кольору з чорним кінчиком.

## Спосіб життя
Мешкає у гірських дощових лісах на висоті 640—1100 м над рівнем моря. Трапляється поодинці або парами. Активний вдень. Живиться фруктами, ягодами та комахами. Пари під час залицяння (що полягає у переслідуванні один одного між гілками) спостерігалися між травнем та серпнем. Молодь спостерігали між липнем та жовтнем. Іншої інформації про розмноження у цих птахів немає.